# Sumanele Negre
Sumanele Negre a fost o organizație anticomunistă care a acționat în zonele Năsăud și Vatra Dornei în perioada 1944-1946. Până la lichidarea grupului, în 1946, activitatea lui a constat în încercarea de extindere și răspândirea de manifeste anticomuniste. A elaborat și un plan de luptă împotriva sovieticilor, în cazul reizbucnirii unei conflagrații.
La 4 septembrie 1944, în cursul retragerii armatelor germano-ungare, unii localnici din Aita Seacă au asasinat cu cruzime mai mulți ostași români rămași în urma frontului. Pentru a pedepsi acest fapt, la 26 septembrie 1944, o unitate de voluntari din așa-numitul Batalion „Sumanele Negre” Iuliu Maniu a executat, după o judecată sumară, 11 persoane dintre autorii actului din 4 septembrie.

Organizația, înființată de Gavril Olteanu, fostul conducător al Gărzilor Iuliu Maniu, alături de Emil Dumitru Șteanță, era formată în special din foști ofițeri ai armatei regale române, dar și din foști legionari.
GINTA, 24.sept.1944 – 41 de civili unguri + 1 român care își apăra soția maghiară +2 ostași maghiari uciși de armata română (colonelul Teodor Brîndea). Cea mai tânără victimă avea 2 ani (o fetiță) cea mai în vârstă victimă un bătrân de 71 de ani. Au ars biserica, librăria, au jefuit tot satul și au furat animalele. Locuitorii de etnie română au încercat să apere victimele, locatarii maghiari.
REMETA, 24 sept 1944 – 43 de civili unguri uciși de armata română și civili români din satele din apropiere. Cadavrele au fost jefuite, i-au eliberat de obiectele valorase și le-au luat hainele mai bune de pe ei. Printre victime au fost copii de 12-14 ani și bătrâni trecuți de 60 de ani. Masacrul a fost terminat de trupele sovietice care au sosit după masă.
BICACI, 27 sept 1944 – 7 victime, dintre care 6 maghiari și un muzician de etnie romă, uciși de trupe iregulare române. Unul dintre ei avea a listă cu 80 de nume despre maghiarii care trebuie uciși, dar locuitorii din Bicaci nu l-au lăsat să o folosească.
AITA SEACĂ, 26 sept 1944 – 14 victime maghiare ucise de Garda Maniu, voluntari din Brașov, conduși de Gavril Olteanu. Doi dintre victime au fost uciși în casa lor, doi au fost decapitați cu topor, zece au fost uciși cu focuri de armă și 15 au fost curmați la cererile populației locale române. Printre vicitime a fost și o femeie. Casele au fost jefuite, 80 de bărbați au fost luați și au murit mai târziu în tabăra de internare de la Feldioara.
MIHAI VITEAZU, sept 1944 – 6 gospodari maghiari uciși de trupe voluntare române
HĂLMĂGEL, sept 1944 – 6 bărbați maghiari uciși de Garda Maniu
SÂNDOMINIC, 8 oct 1944 – 11 civili maghiari uciși de Garda Maniu, conduși de Gavril Olteanu. Victimele au fost ucise sub privirile familiilor, printre victime a fost și o bătrână de 84 de ani. Satul a fost jefuit, multe femei violate.
CÂRȚA, 9 oct 1944 – 1 țăran maghiar întors de pe front este ucis de Garda Maniu pe motiv că ar fi găsit la el armă.
MĂDĂRAȘ, 10 oct 1944 – 2 bărbați maghiari întorși de pe front executați de poliție pe motiv că ar fi găsit arme la ei.
DĂNEȘTI, 10 oct 1944 – 1 țăran executat de Garda Maniu
FEIURDENI, 12 oct 1944 – 1 maghiar, judecătorul de Cluj Kallo Mihaly este arestat și dus în lanțuri de armata română. Corpul lui neînsuflețit este găsit mai târziu într-un șanț.
GHEORGHENI, 15 oct 1944 – 3 bărbați maghiar sunt uciși dintre o mulțime arestată. Atrocitate făcută de Garda Maniu, conduși de Gavril Olteanu. Continuarea execuțiilor este oprită de armata sovietică.
PANTICEU, 17 oct 1944 – 4 bărbați maghiari (judecătorul și trei agricultori) sunt luați de armata română, mai târziu trupurile neînsuflețite sunt găsite pline de tăieturi și înjunghieri.
ZIMBOR, 21 oct 1944 – 5 bărbați maghiari (între ei notarul și doi funcționari al minei) sunt luați de jandarmii conduși de Vintilă și uciși în pădure după ce i-au jefuit. Industrialiști maghiari sunt alungați și casele lor jefuite de jandarmii români.
AGHIREȘU, 21-22 oct 1944 – 17 inși uciși de patru membrii ai Gărzii Maniu, conduși de sergentul-major Harția pe motiv că ar fi atârnat steagul roșu. Victimele au fost jefuite, după aia ucise și corpurile lor dezbrăcate lăsate la marginea pădurii.
LUNA DE JOS, 22 oct 1944 – 5 civili maghiari uciși, intelectuali. Doi dintre ei erau preoți reformați, restul soția și rudele. Românii din gardă precum și șeful anterior al jandarmeriei i-a dus în pădure unde i-au torturat și după aia i-au ucis.
PETRINZEL, 24 oct 1944 – 2 victime, preotul reformat Geza Szabo și gospodarul Urfi Janos Kopal sunt luați de Garda Maniu și sunt duși într-o pivniță unde sunt torturați, bătuți dar îi ucid mai târziu și corpurile lor sunt găsite peste câteva săptămâni în câmp.
BECLEAN, 25 oct 1944 – 4 victime, preoții reformați Arpad Kolcza și Gyula Palko care se sinucid împreună cu soțiile lor în urma amenințărilor și terorizării ce venea din parte etnicilor români.
DÂRJA, 25 oct 1944 – 2 maghiari uciși de un fost membru al Gărzii Maniu și de Garda care se întoarce în sat. Victimele: șeful poștei și un tată cu șapte copii. Lăcașul preotului reformat este jefuit, preotul și familia lui precum și notarul sunt duși să fie executați dar până la urmă îi lasă în viață în urma unei sume de bani.
ALMAȘU, 25 oct 1944 – 1 bărbat. Jandarmeria și administrația română arestează mai multe persoane de etnie maghiară, pe care îi închid într-o pivniță unde sunt bătuți crunt dar nu primesc de mâncare. Unul dintre bărbați este luat, autoritățile zic soției că bărbatul este la Zalău, dar este găsit peste ceva timp mort în pădure, cu urme de bătaie. Nu se anchetează, însă soția este alungată din sat și nu i se permite să-și ia nici măcar hainele.
FIZEȘU GHERLII, 23 oct 1944 – 1 bătrân de 71 de ani care moare după o bătaie luată de la niște frați români care terorizau și băteau etnicii maghiari zile întregi. Bătăile continuă și în noiembrie.
FEIURDENI, 23 oct 1944 – 2 bărbați, gospodarul Janos Kallo și Dezso Racz (un tânăr de 19 ani) sunt chemați la primărie de jandarmii români și sunt găsiți morți în hotarul localității mai târziu.
HUEDIN, 30 oct 1944 – 11 maghiari uciși de Garda Maniu. Criminalii (între ei și Cozac Nicolae de 18 ani) după aceasta fug în sudul Ardealului.
MIERCUREA CIUC, 30 oct 1944 – 2 victime, care voiai să se întoarcă din Miercurea Ciuc în satul lor natal, sunt prinși pe drum de Garda Maniu și după ce sunt jefuiți sunt împușcați lângă calea ferată. Un țăran maghiar este forțat să îi îngroape.
CHICHIȘ, 9 nov 1944 – 4 bărbați maghiari sunt uciși de jandarmii români fiindcă nu vor să treacă la credința ortodoxă. Mulți alții sunt duși în tabăra de internare de la Feldioara și mor acolo.
Dumitru Șteanță reprezenta interesele Siguranței și era folosit ca momeală. Prin urmare, Gavril Olteanu a fost arestat în vederea înscenării unui proces politic pentru discreditarea partidelor de opoziție în fața străinătății, înaintea alegerilor fixate pentru 19 noiembrie 1946. La puțin timp după arestare, Gavril Olteanu s-a sinucis într-o celulă din arestul Ministerului de Interne, luând o fiolă de stricnină.